# Völkerball
Völkerball è il terzo album video del gruppo musicale tedesco Rammstein, pubblicato il 17 novembre 2006 dalla Universal Music Group.

## Descrizione
Contiene dei video presi dalle esibizioni live in Giappone, Francia, Regno Unito e Russia. Le canzoni fanno tutte parte dei precedenti album del gruppo: Herzeleid (1995), Sehnsucht (1998), Mutter (2001), Reise, Reise (2004) e Rosenrot (2005).
Völkerball è stato commercializzato in edizione standard (DVD+CD), speciale (un DVD bonus con due documentari) e deluxe (due CD con l'intero concerto a Nîmes e un photobook speciale di 190 pagine).

## Tracce

### I. DVD – Live Concerts
Francia: Les Arènes de Nîmes / 23-07-2005
1. Reise, Reise
2. Links 2-3-4
3. Keine Lust
4. Feuer frei!
5. Asche zu Asche
6. Morgenstern
7. Mein Teil
8. Stein um Stein
9. Los
10. Du riechst so gut
11. Benzin
12. Du hast
13. Sehnsucht
14. Amerika
15. Rammstein
16. Sonne
17. Ich will
18. Ohne dich
19. Stripped

Inghilterra: Brixton Academy, Londra / dal 03-02-2005 al 05-02-2005
1. Sonne
2. Rein, raus
3. Ohne dich
4. Feuer frei!

Giappone: Club Città, Tokyo / 03-06-2005
1. Mein Teil
2. Du hast
3. Los

Russia: Sport Complex Olympiski, Mosca / 28-11-2004
1. Moskau

### II. Audio CD – Live in Nîmes
1. Intro
2. Reise, Reise
3. Links 2-3-4
4. Keine Lust
5. Feuer frei!
6. Asche zu Asche
7. Morgenstern
8. Mein Teil
9. Los
10. Du riechst so gut
11. Benzin
12. Du hast
13. Sehnsucht
14. Amerika
15. Sonne
16. Ich will

### III. Bonus DVD – Documentari e interviste
Nelle edizioni Special e Limited
- Documentary Anakonda im Netz, 60 min
- Making of the Album Reise, Reise, 25 min

### IV. Audio CDs – Live in Nimes complete concert
Nell'edizione Limited
Audio CD 1
1. Intro
2. Reise, Reise
3. Links 2-3-4
4. Keine Lust
5. Feuer frei!
6. Asche zu Asche
7. Morgenstern
8. Mein Teil
9. Stein um Stein
10. Los

Audio CD 2
1. Du riechst so gut
2. Benzin
3. Du hast
4. Sehnsucht
5. Amerika
6. Rammstein
7. Sonne
8. Ich will
9. Ohne dich
10. Stripped
11. Outro

## Formazione
- Christoph Doom Schneider – batteria
- Doktor Christian Lorenz – tastiera
- Richard Kruspe – chitarra, voce
- Oliver Riedel – basso
- Paul Landers – chitarra, voce
- Till Lindemann – voce